# Manuela Ripa
Manuela Ripa (ur. 9 czerwca 1976 w Saarbrücken) – niemiecka polityk, prawniczka i urzędniczka, działaczka Ekologicznej Partii Demokratycznej, posłanka do Parlamentu Europejskiego IX i X kadencji.

## Życiorys
Ukończyła szkołę średnią w rodzinnej miejscowości, po czym przez rok kształciła się w zakresie języka angielskiego w Wielkiej Brytanii. Odbyła studia prawnicze na Uniwersytecie Kraju Saary, zdała państwowy egzamin prawniczy drugiego stopnia. Pracowała w administracji państwowej Nadrenii Północnej-Westfalii, Komisji Europejskiej i federalnym resorcie zdrowia. W 2011 została konsultantem do spraw środowiska w przedstawicielstwie Saary w Brukseli.
Działaczka Ekologicznej Partii Demokratycznej. W 2019 kandydowała z jej ramienia do Parlamentu Europejskiego. Mandat europosłanki IX kadencji objęła w lipcu 2020, gdy z zasiadania w PE zrezygnował Klaus Buchner. Z powodzeniem ubiegała się o poselską reelekcję w 2024.